# Cremastus maculosus
Cremastus maculosus là một loài tò vò trong họ Ichneumonidae.